# 華 (松本孝弘のアルバム)
『華』（はな）は、日本の音楽ユニットB'zのギタリスト松本孝弘がRooms RECORDSからリリースした5作目のオリジナルアルバムである。2002年2月27日に『西辺来龍 DRAGON FROM THE WEST』と同時発売された。

## 解説
「TAK MATSUMOTO」名義でのミニ・アルバム『西辺来龍 DRAGON FROM THE WEST』ではロック・テイスト溢れるナンバーが揃っていたが、本作は「松本孝弘」名義となっており、メロウな楽曲を中心に構成されたインストゥルメンタル・アルバムとなっている。
アルバムタイトルは「華のある人になりたい」という想いに由来している。
2001年、アルバムジャケット撮影の為、松本の母校である豊中市立上野小学校に本人が訪れている。
2003年2月25日には、スティーヴ・ヴァイ率いるレーベル "Favored Nations" から米国盤も発売された。米国盤はボーナス・トラックに「Trinity」が収録されているのに加えて、「恋歌」のミュージック・ビデオも収められたCD EXTRA仕様となっている。
本作が "Rooms RECORDS" でリリースされた最後のアルバムとなった（本作の発売3ヵ月後にレーベル名が "VERMILLION RECORDS" になったため）。

## 収録曲
※カッコ内は米国盤のタイトル表記
1. 恋歌 （Koi-Uta）(4:08)
  - 二胡奏者のチェン・ミンと共演した。2002年3月1日にテレビ朝日系『ミュージックステーション』に出演した際、「#1090 [千夢一夜]」とともに披露された。また、同年に開催された『B'z LIVE-GYM 2002 "GREEN 〜GO★FIGHT★WIN〜"』でも披露された。
  - ミュージック・ビデオも制作されており、アルバム『Strings Of My Soul』初回限定盤付属のDVDに収録された。
2. #1090 [千夢一夜] （#1090 - Asian Sun）(3:53)
  - 2nd Single「#1090 〜Thousand Dreams〜」のリメイク。テレビ朝日系『ミュージックステーション』エンディングテーマ（2002年3月1日放送より）。『B'z LIVE-GYM 2001 "ELEVEN"』で先行披露されている。スティーヴ・ヴァイがミックスを担当している。
3. 華 （Hana）(5:41)
  - 「恋歌」と同様チェン・ミンと共演した本作のタイトルナンバー。『B'z LIVE-GYM 2003 "BIG MACHINE"』で披露された。
4. 街 （Machi）(4:26)
  - 七緒香に提供した同名タイトル曲が原曲になっている。2005年に青山学院大学で行われたスペシャルライブで披露された。
5. 御堂筋BLUE （Midousuji Blue）(3:41)
  - 2004年に行われたTMGのライブでも披露されており、同年に発売されたアルバム『House Of Strings』には「BLUE」というタイトルで収録されている。以後、タイトル表記は「BLUE」と記されている。タイトルの由来は、大阪のメインストリートである「御堂筋」から。松本の好きな場所の一つであるという[1]。
6. 朱 〜朝焼け〜 （Red Sky）(4:35)
7. Little Wing(3:27)
  - ジミ・ヘンドリックスのカバー曲。松本自身もB'zのライブなどでボーカル付きで披露していたが、本作ではギターのインストゥルメンタルとしてカバーしている。本作で最後に録音された楽曲[1]。
8. Romeo & Juliet(4:34)
  - 1968年公開の映画『ロミオとジュリエット』テーマ音楽のカバー曲。オムニバス・アルバム『Guitar Monster Vol.2』に収録されていたが、スティーヴ・ヴァイがイントロのセリフの入れ替えなどを行なったバージョンで収録された[4]。
  - 『B'z LIVE-GYM Pleasure'97 "FIREBALL"』で披露されていた[5]。
9. hallelujah(1:15)
  - 演奏時間1分15秒ほどの曲。
10. ENGAGED(4:42)
11. You know....(4:38)
  - 七緒香に提供した「アノヒト」が原曲になっているが、原曲とは雰囲気や展開が異なったアレンジになっている。
12. 2011(1:32)

## タイアップ
- テレビ朝日系「ミュージックステーション」エンディングテーマ(#2)

## 参加ミュージシャン
- 松本孝弘：ギター、作曲（#1-6.9-12）、編曲
- 徳永暁人：ベース（#2.4.7.10.11）、編曲（#1.2.4.7.9-11）
- t2o：編曲（#1.5）
- 池田大介：編曲（#3.6.8）
- ジミ・ヘンドリックス：作曲（#7）
- ニーノ・ロータ：作曲（#8）
- TAKURO：作曲（#10）
- スティーヴ・ヴァイ：ミックス（#2.8）、ボイス（#8）
- 山木秀夫：ドラム（#3.5.6）
- バカボン鈴木：ベース（#3.5.6）
- 和泉宏隆：アコースティックピアノ（#2）
- 小野塚晃（from DIMENSION）：アコースティックピアノ（#3.6.7.8.10）、エレクトリック・ピアノ（#4）、ハモンド（#5）
- 篠崎Strings：ストリングス（#1.4-6）
- 目白STRINGS：ストリングス（#8）
- ふるかわ魔法：コーラス（#1）
- 宇徳敬子：コーラス（#9）
- LIOU CHIN-LING：ボイス（#2）
- チェン・ミン：二胡（#1.3）